# Transmission par courant porteur
Pour les articles homonymes, voir Transmission.
La transmission par courant porteur (aussi appelée en anglais : wired wireless) utilise des signaux radiofréquences guidés de faible puissance, qui sont transmis le long de conducteurs électriques. Les transmissions sont captées par des récepteurs qui sont soit connectés aux conducteurs, soit à une courte distance de ceux-ci. La transmission par courant porteur est utilisée pour envoyer des signaux audio et de la télémesure à des endroits sélectionnés, ainsi que pour la radiodiffusion de faible puissance (en) qui couvre une petite zone géographique, telle qu'un campus universitaire. La forme la plus courante de courant porteur utilise des ondes longues ou moyennes. Les signaux radio AM sont envoyés par l'intermédiaire du câblage électrique existant du réseau électrique, bien que d'autres conducteurs puissent être utilisés, comme les lignes téléphoniques.

## Technologie
La transmission par courant porteur utilise généralement des transmissions de faible puissance. Dans les cas où les signaux sont transportés sur des fils électriques, des préparations spéciales doivent être faites pour les transmissions lointaines, car les signaux ne peuvent pas passer à travers les transformateurs standards des compagnies d'électricité. Les signaux peuvent traverser les transformateurs si la compagnie d'électricité a installé des filtres passe-haut, ce qui a généralement déjà été fait lorsque des systèmes de données basés sur le courant porteur sont en service. Les signaux peuvent également être injectés sur le conducteur de neutre d'une installation en courant triphasé, une pratique connue sous le nom de "régime de neutre", afin de réduire ou d'éliminer le ronflement du secteur (en) (60 hertz dans les installations nord-américaines, 50 hertz en Europe), et d'étendre la distance effective de la ligne de transmission.
Pour une installation de radiodiffusion, un émetteur de courant porteur typique possède une puissance comprise entre 5 et 30 watts. Cependant, les câbles électriques sont des antennes très inefficaces, ce qui se traduit par une puissance apparente rayonnée transmise inférieure à un watt, et la distance sur laquelle les signaux peuvent être captés est généralement inférieure à 60 mètres (200 pieds) à partir des câbles. La qualité sonore de la transmission peut être bonne, bien qu'elle comprenne parfois le bourdonnement de basse fréquence produit par le courant alternatif. Cependant, tous les auditeurs ne remarquent pas ce bourdonnement et tous les récepteurs ne le reproduisent pas correctement.
Les systèmes étendus peuvent comprendre des installations à unités multiples avec des amplificateurs linéaires et des répartiteurs pour augmenter les points de couplage à un grand réseau électrique (qu'il s'agisse d'un campus, d'une tour d'habitation ou d'une communauté). Ces systèmes nécessitent généralement une interconnexion par câble coaxial entre un émetteur et les amplificateurs linéaires. Dans les années 1990, la société américaine Low Power Broadcasting (LPB, Inc.), probablement le plus grand fabricant de ces systèmes de transmission, a conçu et fourni plusieurs systèmes étendus installés sur des campus qui comprenaient des liaisons par fibre optique entre les amplificateurs linéaires afin d'éviter les interférences hétérodynes.

## Histoire
La capacité des conducteurs électriques à agir comme des supports de propagation pour les signaux radio a été notée dès les premiers jours de l'expérimentation radio, et Heinrich Hertz a publié la première étude du phénomène en 1889. En 1911, le major général George Owen Squier menait certaines des premières études conçues pour mettre les transmissions par courant porteur, qu'il appelait "wired wireless", à une utilisation pratique. Pour être efficace, l'émetteur radio doit être capable de générer des transmissions AM à onde entretenue pure. Ainsi, la technologie nécessaire pour mettre en place des transmissions par courant porteur ne sera pas facilement disponible avant la fin des années 1910, avec le développement des émetteurs et des amplificateurs à tube à vide.

## Communications à longue distance
Les premières applications commerciales de la technologie des courants porteurs comprenaient la mise en place de communications télégraphiques, de télémesures et téléphoniques à longue distance par les compagnies d'électricité sur leurs lignes de distribution à haute tension. Cette approche présentait un avantage majeur par rapport aux lignes télégraphiques et téléphoniques standard, car les signaux radio peuvent facilement sauter par-dessus n'importe quelle petite brèche en cas de rupture de ligne. En mai 1918, l'Imperial Japanese Electro-Technical Laboratory de Tokyo a testé avec succès la "téléphonie par ondes" sur la ligne électrique de 144 kilomètres (90 miles) de la Kinogawa Hydro-Electric Company. Au cours de l'été 1920, une transmission test réussie sur 19,2 kilomètres (12 miles) de fils à haute tension a été signalée dans le New Jersey, et en 1929, 1 000 installations avaient été réalisées aux États-Unis et en Europe. La majorité des installations de communication par lignes électriques utilisent des transmissions dans la bande des ondes longues, afin d'éviter les interférences avec les stations AM standard.

## Services de divertissement à domicile

### aux États-Unis
En 1923, la Wired Radio Service Company, une filiale de la compagnie d'électricité locale, a mis en place un service d'information et de divertissement par abonnement à Staten Island, New York, qui utilisait des transmissions par courant porteur sur les lignes électriques. Pour recevoir les transmissions, les abonnés devaient louer un récepteur coûtant entre deux et cinq dollars par mois. Cependant, malgré l'optimisme de la compagnie d'électricité qui pensait que le système serait finalement installé à l'échelle nationale, l'effort s'est avéré incapable de rivaliser avec les offres gratuites fournies par les stations de radio standard. Le général Squier a continué à promouvoir sans succès la technologie pour le divertissement à domicile jusqu'en 1934, date à laquelle il a participé à la fondation de la société Muzak, qui s'est concentrée sur le marché des entreprises.

### en Europe
Les services de divertissement à domicile (émissions de radio) par transmission par courant porteur ont connu une certaine popularité en Europe. Auparavant, il y avait eu quelques services de journaux téléphoniques (en) couronnés de succès qui envoyaient des informations aux abonnés par le biais des lignes téléphoniques standard. Cependant, les transmissions par courant porteur avaient la capacité d'envoyer des informations sur les lignes téléphoniques sans affecter le service téléphonique normal, et pouvaient également envoyer plusieurs émissions simultanément.

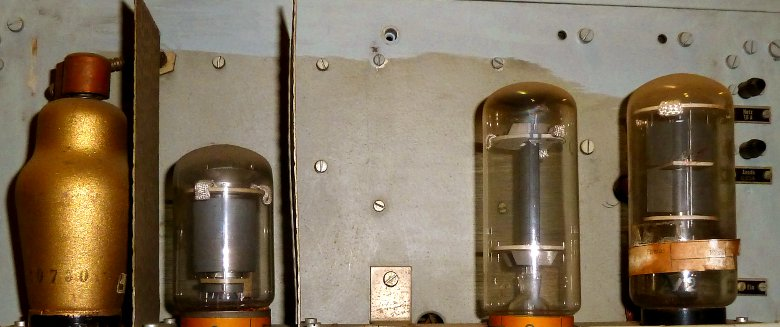
Amplificateur filaire à large bande avec tubes à vide dans un centre de commutation.

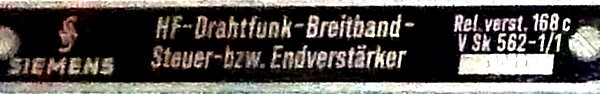
Plaque signalétique de l'amplificateur à large bande sans fil à tubes ci-dessus.

En Allemagne, le service de courant porteur était appelé "Drahtfunk" et en Suisse "Telefonrundspruch". En Union soviétique, cette approche était très répandue à partir des années 1930 en raison de son faible coût et de son accessibilité, et parce qu'elle rendait la réception de programmes non censurés plus difficile que par transmissions hertziennes. En Norvège, on a utilisé les courants porteurs sur lignes électriques, fournis par le système Linjesender (en). En Grande-Bretagne, de tels systèmes ont été utilisés pendant un certain temps dans les zones où la réception des émetteurs radio conventionnels de la BBC était médiocre.
Dans ces services, les programmes étaient introduits sur les lignes par des transformateurs spéciaux. Pour éviter une propagation incontrôlée, des filtres pour les fréquences porteuses du service étaient installés dans les sous-stations et aux embranchements des lignes. Les services utilisant les fils téléphoniques étaient incompatibles avec les réseaux ISDN puis ADSL qui utilisent les mêmes bandes de fréquence pour transmettre des données numériques. Alors que les services suisse et allemand ont été abandonnés, le système italien it:Filodiffusione compte encore plusieurs centaines de milliers d'abonnés.
Les programmes radio anciennement diffusés par "courant porteur" en Suisse comprenaient :
- 175 kHz : Radio Suisse Internationale
- 208 kHz : RSR1 "la première" (en français)
- 241 kHz : "musique classique"
- 274 kHz : RSI1 "rete UNO" (en italien)
- 307 kHz : DRS 1 (en allemand)
- 340 kHz : "easy music" (musique facile)

## Stations de radiodiffusion à faible puissance
La technologie du courant porteur est également utilisée pour diffuser des programmes radio qui peuvent être reçus sur une petite zone par des radios AM standard. Cette technologie est le plus souvent associée à la radio universitaire (en) et à la radio de lycée (en), mais elle trouve également des applications dans les stations de radio d'hôpital (en) et dans les bases militaires, les stades, les salles de congrès, les établissements psychiatriques et pénitentiaires, les caravanes, les camps d'été, les immeubles de bureaux et les cinémas à l'intérieur des bâtiments. Les émetteurs qui utilisent le courant porteur sont très simples, ce qui en fait une option efficace pour les étudiants intéressés par la radio.
La radiodiffusion par courant porteur a débuté en 1936, lorsque des étudiants de l'université Brown à Providence, dans le Rhode Island, ont créé une station de courant porteur initialement appelée "The Brown Network" (en). Cette station a été fondée par George Abraham et David W. Borst, qui avaient à l'origine installé un interphone entre leurs chambres de dortoir. Les liaisons intercom ont d'abord été étendues à d'autres endroits, puis le système a été remplacé par des émetteurs radio distribués de faible puissance, qui envoyaient leurs signaux dans les fils électriques de divers bâtiments, permettant aux récepteurs radio à proximité de recevoir les transmissions.
L'idée de la station de radio à courant porteur s'est rapidement répandue sur d'autres campus universitaires, en particulier dans le nord-est des États-Unis. Le Intercollegiate Broadcasting System (en) (IBS) a été créé en février 1940, afin de coordonner les activités de douze stations collégiales à courant porteur et de solliciter les annonceurs intéressés par le parrainage de programmes destinés à leur public d'étudiants. L'innovation a bénéficié d'une publicité importante grâce à un article élogieux paru dans le numéro du 24 mai 1941 de The Saturday Evening Post, et des centaines de stations collégiales ont finalement été créées. En réponse au phénomène croissant, un communiqué publié en 1941 par la Federal Communications Commission (FCC) des États-Unis a déclaré qu'en raison de la portée très limitée des stations, elle n'avait "pas promulgué de règle régissant leur fonctionnement". Par conséquent, pour fonctionner légalement, les émissions de radiodiffusion des stations à courant porteur américaines doivent adhérer au Titre 47 CFR Partie 15 (en) de la FCC pour les transmissions sans licence.

### Diffusion par courants porteurs des établissements d'enseignement et stations de diffusion par câble
De nombreuses stations universitaires (en) qui ont ensuite obtenu des licences de radiodiffusion FM ont commencé par être des stations à courant porteur en raison du faible coût et de la facilité relative de leur création. Bien que les stations universitaires à courant porteur existent depuis plus de 80 ans, leur nombre diminue régulièrement et elles sont complétées ou remplacées par d'autres méthodes de transmission, notamment la FM à faible puissance (LPFM), circuit fermé sur les chaînes de télévision par câble, et l'Internet streaming audio and video, ainsi que de simples présentations PowerPoint de nouvelles et d'informations sur les campus universitaires, diffusées à l'aide de téléviseurs et d'écrans grand public bon marché. Comme la plupart des autres installations gérées par les étudiants, ces stations fonctionnent souvent selon des horaires sporadiques.
Aux États-Unis, contrairement aux stations FM éducatives, les stations à courant porteur peuvent diffuser une gamme complète de publicités. En raison de leur faible puissance, ces stations n'ont pas besoin de licence FCC et n'ont pas d'indicatif officiel. Cependant, conformément à la pratique standard de l'industrie de la radio, elles adoptent généralement leurs propres identifiants, semblables à l'indicatif d'appel.

#### Stations existantes
Voir liste des stations existantes sur l'article WP anglais comme 
- Bulls Radio (1620 AM) à l'université du Sud de la Floride à Tampa, Floride ; également entendu sur WMNF-HD2[13]